# 1110-е годы до н. э.
1110-е (ты́сяча сто деся́тые) го́ды до на́шей э́ры по пролептическому юлианскому календарю — промежуток времени с 1 января 1119 года до н. э. по 31 декабря 1110 года до н. э., включающий с 1119 по 1111 годы 9-го десятилетия  и 1110 год 10-го десятилетия XII века 2-го тысячелетия до н. э. Им предшествовали 1120-е годы до н. э., за ними следовали 1100-е годы до н. э. Они закончились 3135 лет назад.

## События

### 1115 год до н. э.
- Чжоу Чэн-ван стал императором династии Чжоу в Китае. (Альтернатива 1111 год до н. э.)
- Тиглатпаласар I стал царём Ассирии.
- Около 1115 года до н. э. — царь Вавилонии Навуходоносор совершил нападение на Элам.

### 1110 год до н. э.
- Около 1110 года до н. э. Навуходоносор предпринял второй поход против эламитов.

## Скончались
- У-ван, основатель китайской династии Чжоу.